# Rinorea mutica
Rinorea mutica (Tul.) Baill. – gatunek roślin z rodziny fiołkowatych (Violaceae). Występuje endemicznie w południowej części Madagaskaru. 

## Morfologia
PokrójZimozielony krzew dorastający do 1–5 m wysokości.
LiścieBlaszka liściowa ma owalny lub eliptyczny kształt. Mierzy 4–7,5 cm długości oraz 1,6–3,4 cm szerokości, jest niemal całobrzega, ma zbiegającą po ogonku nasadę i tępy wierzchołek. Przylistki są równowąskie. Ogonek liściowy jest nagi i ma 5–12 mm długości.
KwiatyZebrane po 8–15 w wierzchotkach przypominających kłębiki, wyrastają z kątów pędów. Mają działki kielicha o lancetowatym kształcie i dorastające do 1–2 mm długości. Płatki są lancetowate i mają 4 mm długości.

## Biologia i ekologia
Rośnie w lasach oraz na brzegach cieków wodnych. Występuje na wysokości do 600 m n.p.m.